# Plus fort que la loi
Pour plus de détails, voir Fiche technique et Distribution.
Plus fort que la loi (Best of the Badmen) est un western américain réalisé par William D. Russell sorti en 1951.

## Synopsis
À la fin de la guerre de Sécession, Jeff Clinton sauve la vie aux membres de la bande des frères James et Younger, traqués par Matthew Fowler. Pour se venger, Fowler accuse Clinton d’un meurtre et le fait condamner à mort. Clinton s’évade de prison avec l’aide de Lily Fowler, la femme de Fowler, qui déteste son mari. Traqué, Clinton trouve refuge auprès des hors-la–loi qui lui doivent la vie sauve. L’un des bandits, Bob Younger, tombe amoureux de Lily.

## Fiche technique
- Titre original : Best of the Badmen
- Réalisation : William D. Russell
- Scénario : Robert Hardy Andrews, John Twist
- Directeur de la photographie : Edward Cronjager
- Costumes féminins : Michael Woulfe
- Production : Samuel Bischoff, pour RKO Radio Pictures
- Musique : Paul Sawtell
- Durée : 84 minutes
- Date de sortie :
  - États-Unis : 9 août 1951
  - France : 2 avril 1952

## Distribution
- Robert Ryan (VF : Jacques Erwin) : Jeff Clanton
- Claire Trevor (VF : Sylvie Deniau) : Lily
- Jack Buetel (VF : Serge Lhorca) : Bob Younger
- Robert Preston (VF : Raymond Loyer) : Matthew Fowler
- Walter Brennan (VF : Paul Villé) : 'Doc' Butcher
- Bruce Cabot (VF : Marc Valbel) : Cole Younger
- John Archer (VF : Jacques Thierry) : Curley Ringo
- Lawrence Tierney (VF : Jacques Beauchey) : Jesse James
- Barton MacLane (VF : Marcel Rainé) : Joad
- Tom Tyler (VF : Jean Berton) : Frank James
- Robert J. Wilke : Jim Younger
- John Cliff : John Younger
- Lee MacGregor (VF : Albert Montigny) : Lieutenant Blaine
- Emmett Lynn (en) (VF : Marcel D'Orval) : Oscar
- Carleton Young (VF : Jacques Francey) : Wilson
- Harry Woods (non crédité) : le propriétaire du comptoir commercial de Cherokee Springs